# ナポリ地下鉄3号線
ナポリ地下鉄3号線（なぽりちかてつさんごうせん、イタリア語：Linea 3） は、 チルクムヴェズヴィアーナ鉄道の線路を走るナポリ地下鉄の州内鉄道路線である。2004年5月29日に路線は完成し、供用開始された。

## 年表
- 2003年3月 - チェントロ・ディレツィオナーレ（改築）、ボッテゲッレ（改築）、ポッジョレアーレ（再建築）の各駅が完成。
- 2004年5月29日 - 完成し供用開始。

## 駅一覧
| 停車駅                                       | 開業 | 乗換 | 備考 |
| -------------------------------------------- | ---- | ---- | ---- |
| ポルタ・ノラーナ                             |      |      |      |
| ピアッツァ・ガリバルディ                     |      |      |      |
| チェントロ・ディレツィオナーレ               |      |      |      |
| ポッジョレアーレ駅                           |      |      |      |
| スタデーラ                                   |      |      |      |
| ボッテゲッレ                                 |      |      |      |
| マドンネッレ                                 | 2004 |      |      |
| アルジネ・パラスポルト                       | 2004 |      |      |
| ヴィッラ・ヴィスコンティ                     | 2004 |      |      |
| ヴェズーヴィオ・デ・メイス・インフェリオーレ | 2004 |      |      |
| バルトロ・ロンゴ                             | 2004 |      |      |
| サン・ジョルジョ・ア・クレマーノ             |      |      |      |